# Berłóweczka czeska
Berłóweczka czeska, pałeczka Kotlaby (Tulostoma kotlabae Pouzar) – gatunek grzybów z rodziny pieczarkowatych (Agaricaceae).

## Systematyka i nazewnictwo
Pozycja w klasyfikacji według Index Fungorum: Tulostoma, Agaricaceae, Agaricales, Agaricomycetidae, Agaricomycetes, Agaricomycotina, Basidiomycota, Fungi.
Nazwę polską zaproponował Władysław Wojewoda w 2003 r. W polskim piśmiennictwie mykologicznym gatunek ten opisywany był też jako pałeczka Kotlaby.

## Występowanie
Gatunek rzadki. W Polsce podlega ścisłej ochronie gatunkowej. W opracowaniu Czerwona lista roślin i grzybów Polski jest zaliczony do kategorii gatunków wymierających (E). Jego przetrwanie jest mało prawdopodobne, jeśli nadal będą istnieć czynniki zagrożenia. W Polsce do 2020 r. potwierdzono tylko 2 pewne stanowiska tego gatunku: Biebrzański Park Narodowy 2012 i Kampinoski Park Narodowy 2015. Podano jeszcze 3 inne stanowiska, ale na jednym błędnie oznaczono gatunek, na pozostałych oznaczenie jest  wątpliwe.
Grzyb saprotroficzny. Występuje na suchych, piaszczystych skrajach lasów, w napiaskowych i kserotermicznych murawach i śródlądowych wydmach. Grzybnia jest trwała, ale może wytwarzać owocniki nieregularnie, co kilka lat. Owocniki są trwałe przez długi czas.